# NGC 3310
NGC 3310 is een balkspiraalstelsel in het sterrenbeeld Grote Beer. Het hemelobject werd op 12 april 1789 ontdekt door de Duits-Britse astronoom William Herschel.

## Kraamkamer van jonge hete blauwwitte sterren
NGC 3310 is in James D. Wray's The Color Atlas of Galaxies beschreven als het meest ultraviolette stelsel dat in de atlas is opgenomen, overeenkomstig met foto-elektrische metingen verkregen tijdens waarnemingen ervan. Tevens is dit een stelsel met een zeer hoge oppervlaktehelderheid. Dit starburststelsel bruist van jonge sterren in wording.

## HD 92095
Het stelsel NGC 3310 is te vinden net ten zuidzuidwesten van de ster HD 92095 (magnitude +6). Amateurastronomen, gewapend met telescopen, kunnen HD 92095 aanwenden als gidsster om NGC 3310 op te zoeken.

## Synoniemen
- UGC 5786
- IRAS10356+5345
- MCG 9-18-8
- VV 356
- ZWG 267.4
- VV 406
- Arp 217
- PRC D-15
- PGC 31650